# Evenes
Evenes (Sami Evenášši) is een gemeente in de Noorse provincie Nordland. De gemeente telde 1402 inwoners in januari 2017.
In de gemeente ligt de luchthaven Harstad/Narvik Evenes.

## Plaatsen in de gemeente
- Bogen (Evenes)
- Liland

Alstahaug · Andøy · Beiarn · Bindal · Bø · Bodø · Brønnøy · Dønna · Evenes · Fauske · Flakstad · Gildeskål · Grane · Hadsel · Hamarøy · Hattfjelldal · Hemnes · Herøy · Leirfjord · Lødingen · Lurøy · Meløy · Moskenes · Narvik · Nesna · Øksnes · Rana · Rødøy · Røst · Saltdal · Sømna · Sørfold · Sortland · Steigen · Træna · Værøy · Vågan · Vefsn · Vega · Vestvågøy · Vevelstad

Fylker van Noorwegen